# 西村栄男
西村 栄男（にしむら ひでお、1949年 - ）は、静岡県掛川市のアマチュア天文家であり、コメットハンターとして知られている。彗星、新星、および、矮新星を発見している。

## 来歴

### 生い立ち
現在の静岡県浜松市天竜区にて生まれた。池谷薫が彗星を発見したとの報に触れ、自らも新しい星を見つけようと決意した。また、中学校の教員から本田實の著書を紹介され、いよいよ星への関心が高まった。その結果、進学先の高等学校が決まっていたにもかかわらず、中学校の校長室で「星を観測したいから高校進学をやめて働きます」と宣言した。驚いた校長や担任の教諭から説得されたものの、その決意は変わらず、結局進学を取りやめてしまった。光学系以外の機材を全て自作し、16歳より新しい天体の発見に挑んできた。

### 天文家として
1994年7月5日に15cm25倍双眼鏡で観測中に新彗星を発見。ほかに同じ静岡県の中村正光やドナルド・マックホルツも3番目以内に発見したため、C/1994 N1 中村・西村・マックホルツ彗星と命名された。彗星を発見した地に石碑が建立され、周辺は「彗星発見の丘」と呼ばれている。
さらに2000年以降はf=200mmの望遠レンズとデジタルカメラを用いて多数の新星や矮新星を発見している。2021年7月22日にはぎょしゃ座に自身2個目の新彗星であるC/2021 O1 西村彗星を10等級で発見している。
その他、小惑星「(4948)Hideonishimura」は西村の功績をたたえ、その名を冠して命名された。

## 人物
天体観測の際には、愛犬とともに出かけることが多い。天体観測は、家族だけでなく、職場の仲間など、さまざまな人々によって支えられているという。特に、職場の仲間たちは、手袋や懐中電灯などを贈呈してくれ、ときには機材の購入を支援してくれるなど、さまざまな協力や支援をしてくれたという。西村は、これまでの多くの人々からの協力や支援について回顧し「多くの新しい星との出会いは自分の力だけではない」と述べている。
高等学校への進学をやめると宣言したとき、驚いた担任の教諭は考え直すよう勧めてきたが、その後は理解を示し、卒業証書授与式の際に励ましの言葉を贈られた。後年、担任だった教諭から「あのとき、君の担任だったことを誇りに思っている」と記された手紙が届き、西村は感涙した。
現在は夕方から西の空の彗星を捜索し、その後天の川を新星発見のため掃天撮影したあといったん帰宅し画像を確認した後仮眠。そのあと明け方に東の空の彗星を捜索しに再び出かけるというスタイルを続けている。

## 賞歴
- 1995年3月24日 - 日本天文学会天体発見功労賞。
- 2004年3月23日 - 日本天文学会天体発見賞。
- 2005年3月29日 - 日本天文学会天体発見賞。
- 2006年3月27日 - 日本天文学会天体発見賞。
- 2006年3月27日 - 日本天文学会天体発見功労賞。
- 2007年3月29日 - 日本天文学会天体発見賞。
- 2008年3月26日 - 日本天文学会天体発見賞。
- 2008年3月26日 - 日本天文学会天体発見功労賞。
- 2009年3月25日 - 日本天文学会天体発見功労賞。
- 2010年3月26日 - 日本天文学会天体発見賞。
- 2011年9月20日 - 日本天文学会天体発見賞。
- 2011年9月20日 - 日本天文学会天体発見功労賞。
- 2012年3月20日 - 日本天文学会天体発見賞。
- 2013年3月21日 - 日本天文学会天体発見賞。
- 2013年3月21日 - 日本天文学会天体発見功労賞。
- 2016年3月15日 - 日本天文学会天体発見功労賞。
- 2017年3月17日 - 日本天文学会天体発見賞。
- 2018年3月15日 - 日本天文学会天体発見賞。
- 2019年3月16日 - 日本天文学会天体発見賞。
- 2019年3月16日 - 日本天文学会天体発見功労賞。
- 2020年3月17日 - 日本天文学会天体発見功労賞。
- 2021年3月18日 - 日本天文学会天体発見賞。
- 2021年3月18日 - 日本天文学会天体発見功労賞。

## 論文
- 西村栄男稿「新天体に魅せられて」『天文月報』103巻10号、2010年9月20日、日本天文学会、625-631頁。ISSN 0374-2466
- 西村栄男稿「めぐり会えた『いて座新星V5587』」『天界』92巻1030号、東亜天文学会、2011年3月、86-89頁。ISSN 0287-6906
- 西村栄男稿「2つ目の矮新星『りゅう座矮新星』との出会い」『天界』92巻1039号、東亜天文学会、2011年12月、442-444頁。ISSN 0287-6906
- 西村栄男稿「新天体の出会いは支えられて」『天文月報』109巻11号、日本天文学会、2016年11月、794-798頁。ISSN 0374-2466

## 発見した天体
| たて座V474星                                               | 2003年8月28日  |     |
| いて座V5114星                                              | 2004年3月15日  |     |
| はくちょう座V2361星                                        | 2005年2月10日  |     |
| いて座V5115星                                              | 2005年3月28日  |     |
| さそり座V1188星                                            | 2005年7月28日  |     |
| はくちょう座V2362星                                        | 2006年4月2日   |     |
| さそり座V1281星                                            | 2007年2月20日  |     |
| へびつかい座V2615星                                        | 2007年3月29日  |     |
| へびつかい座V2670星                                        | 2008年5月25日  |     |
| たて座V496星                                               | 2009年11月8日  |     |
| へびつかい座V2673星                                        | 2010年1月15日  |     |
| へびつかい座V2674星                                        | 2010年2月18日  |     |
| さそり座V1311星                                            | 2010年4月25日  | [1] |
| いて座V5587星                                              | 2011年1月25日  |     |
| へびつかい座V2676星                                        | 2012年3月25日  |     |
| いて座V5592星                                              | 2012年7月7日   |     |
| いて座V5667星                                              | 2015年2月12日  |     |
| いて座V5850星                                              | 2015年10月31日 |     |
| さそり座V1655星                                            | 2016年6月10日  |     |
| さそり座V1657星                                            | 2017年2月1日   |     |
| さそり座V1661星                                            | 2018年1月17日  |     |
| さそり座V1662星                                            | 2018年2月6日   |     |
| へびつかい座V3665星                                        | 2018年3月10日  |     |
| いて座V5857星                                              | 2018年4月8日   |     |
| さそり座V1707星                                            | 2019年9月15日  |     |
| たて座V659星                                               | 2019年10月29日 |     |
| へび座V670星                                               | 2020年2月22日  |     |
| さそり座V1708星                                            | 2020年9月8日   |     |
| いて座V6594星                                              | 2021年3月25日  |     |
| いて座V6596星                                              | 2023年2月19日  |     |
| さそり座V1716星                                            | 2023年4月20日  |     |
| - [1] 順番の遅い独立発見のためCBATでは発見者とされていない |                |     |

| うお座矮新星                            | 2010年12月29日 | ふたご座U型        |
| りゅう座矮新星PNV J18422792+4837425     | 2011年9月5日   | おおぐま座SU型     |
| オリオン座矮新星PNV J06000985+1426152   | 2014年3月5日   | おおぐま座SU型     |
| へびつかい座矮新星PNV J17144255-2943481 | 2014年4月11日  | や座WZ型           |
| へびつかい座矮新星PNV J17292916+0054043 | 2014年5月22日  | おおぐま座SU型     |
| へび座TCP J16054809+2405338             | 2014年12月20日 | りょうけん座AM型星 |
| ヘルクレス座矮新星PNV J17500288+2022264 | 2015年1月23日  | ふたご座U型        |
| いて座矮新星TCP J17453768-1756253       | 2015年2月27日  | おおぐま座SU型     |
| こぎつね座矮新星PNV J20422233+2712111   | 2017年4月23日  | ふたご座U型        |
| いて座矮新星PNV J19321040-2052505       | 2017年11月27日 | や座WZ型           |
| へび座V386星                            | 2019年1月18日  | や座WZ型           |
| へび座矮新星TCP J18200437-1033071       | 2019年4月8日   | や座WZ型           |
| はくちょう座矮新星PSN J21040470+4631129 | 2019年7月12日  | や座WZ型           |
| てんびん座矮新星TCP J15305274-0405572   | 2020年2月26日  | おおぐま座SU型     |

| C/1994 N1 (Nakamura-Nishimura-Machholz) | 1994年7月5日  |
| C/2021 O1 (Nishimura)                   | 2021年7月21日 |
| C/2023 P1 (Nishimura)                   | 2023年8月12日 |